# Montaña rusa, otra vuelta
Montaña rusa, otra vuelta es un spin-off de la telecomedia juvenil argentina Montaña rusa. Su inicio fue en el año 1996 y sólo duró una temporada, no alcanzando el éxito de su predecesor.

## Sinopsis
Se trata de la continuación del exitoso Montaña rusa con diferentes personajes y protagonistas.
La historia se centra en un colegio y una hamburguesería hasta su cierre. No alcanzó el éxito de su predecesor, sufrió cambios bruscos en su historia, retiro de personajes y terminó después de 117 capítulos.

## Elenco
- Leonora Balcarce como Martina.
- Germán Barceló como Matías.
- Julieta Cardinali como Coty.
- Segundo Cernadas como Diego.
- Lautaro Delgado como Franky.
- Denise Dumas como Laura.
- Adrián Galati como Sebastián.
- Juan Gil Navarro como Micky.
- Agustina Posse como Micaela.
- Gastón Ricaud como Rodrigo.
- Sebastián Rulli como Ignacio.
- Eugenia Talice como Dolores.
- Chino Fernández como Pablo.
- Diana Lamas como Paola.
- Julieta Fazzari como Florencia.
- Antonio Caride como Roberto.
- Mónica Gonzaga como Adriana.
- José María López como Morreja.
- Pachi Armas como César Campos.
- Facundo Arana como Willy.
- Walter Balzarini como Bruno.
- Marcelo Cosentino como Leo.
- Rubén Green como Daniel.
- Marcela Ruiz como Isabel.
- Luz Kerz como Madre de María José.
- Mariana Fabbiani como María José.
- Coni Vera como Lía.
- Pedro Peterson como Gregorio.
- Graciela Stéfani como Mary.
- Luciana Durante como Cindy.
- Verónica Vieyra como Marisa.
- Fernando Govergun como Terry.
- Marcos Palmiero como Lucas.
- Pietro Guggiana como Sr. Marcovsky
- Harry Havilio como Sr. Masrcovsky
- Sandra Di Milo como Josefa.
- Lita Soriano como Matilde.
- Diego Topa como Leandro.
- Claudia Albertario
- Luciano Castro
- Joaquín Furriel
- Jorge García Marino
- Edward Nutkiewicz
- María Rojí
- Matías Santoianni
- Diego Korol
- Martín Karpán
- Néstor Zacco como el padre de Laura.